# گمینا پنگوه (استان لهستان بزرگ‌تر)
گمینا پنگوه (استان لهستان بزرگ‌تر) (به لهستانی:  Gmina Pniewy) یک گمینا در لهستان است که در شهرستان شاموتوو واقع شده‌است. گمینا پنگوه ۱۵۸٫۵۷ کیلومتر مربع مساحت و ۱۱٬۹۰۵ نفر جمعیت دارد.